# Eduardo Sotillos
Eduardo Sotillos Palet (né à Madrid en 1940) est un journaliste et homme politique espagnol.

## Formation et activité professionnelle
Licencié en sciences politiques et journalisme à l'Université de Madrid, il commence sa carrière professionnelle à Radio Juventud en 1957 avant de devenir annonceur à Radio Nacional de España (RNE) en 1959.
Sur la radio publique, il a présenté de nombreuses émissions telles que Promotion 64 (1964), Pour vous les jeunes (1965), Fiesta (d'abord en 1967 puis de nouveau en 1973), Studio 1 (1968-1969), Circuit nocturne (1970), Ça c'est de la musique (1973), Studio 15-17 (1974-1975) en Dernière édition (1976).
Son passage à la télévision, à partir de 1975, est fortement associé à l'information puisqu'il présenta le journal télévisé (Telediario) de la Télévision espagnole durant toute la Transition démocratique.
En 1981, Eduardo Sotillos est nommé directeur de RNE et de Radio Exterior de España, un poste qu'il occupe jusqu'en 1982, puis de nouveau entre 1985 et 1988. À partir de l'année suivante et pendant un an, il présente le magazine culturel Le nouveau spectateur sur la TVE, puis la troisième édition du Telediario entre 1995 et 1996.
De 1996 à 2000, il dirige et présente L'œil critique sur RNE, puis collabore comme journaliste politique pour diverses émissions sur la radio Cadena SER et les télévisions Telecinco et Telemadrid jusqu'en 2008.
Parmi les livres qu'il a publié figure 1982, l'année clé (2002). Par ailleurs, il a reçu les prix de l'Antenne d'Or en 1972 et Ondes de Télévision cinq ans plus tard.

## Activité politique
Eduardo Sotillos est membre du Parti socialiste ouvrier espagnol (PSOE) depuis 1979. Le 3 décembre 1982, il est nommé porte-parole du premier gouvernement de Felipe González avec rang de secrétaire d'État. Il quitte cette fonction dès le remaniement ministériel du 5 juillet 1985.
Il revient en politique de 1991 à 1994, en tant que conseiller municipal de Pozuelo de Alarcón, dans la banlieue de Madrid, et depuis septembre 2008 comme directeur de la communication et de la stratégie du Parti socialiste de Madrid-PSOE.